# Грушка (станція)
Грушка — проміжна залізнична станція Шевченківської дирекції Одеської залізниці на вузькоколійній лінії Гайворон — Болеславчик між станціями Таужня (14 км) та Голованівськ (15 км). Розташована в місті Благовіщенське Голованівського району Кіровоградської області.

## Історія
Станція відкрита 1899 року, одночасно з відкриттям руху лінією Рудниця — Голованівськ — Підгородна.
Усі колії станції мають ширину 750 мм. У 1980-х роках планувалося перевести усю лінію Гайворон — Болеславчик на широку колію (1520 мм), проте дільниця Таужня —  Голованівськ залишилася вузькоколійною.

## Пасажирське сполучення
З 4 січня 2019 року припинено рух приміського поїзда сполученням Гайворон — Голованівськ на невизначений термін.